# Pyttis kyrka

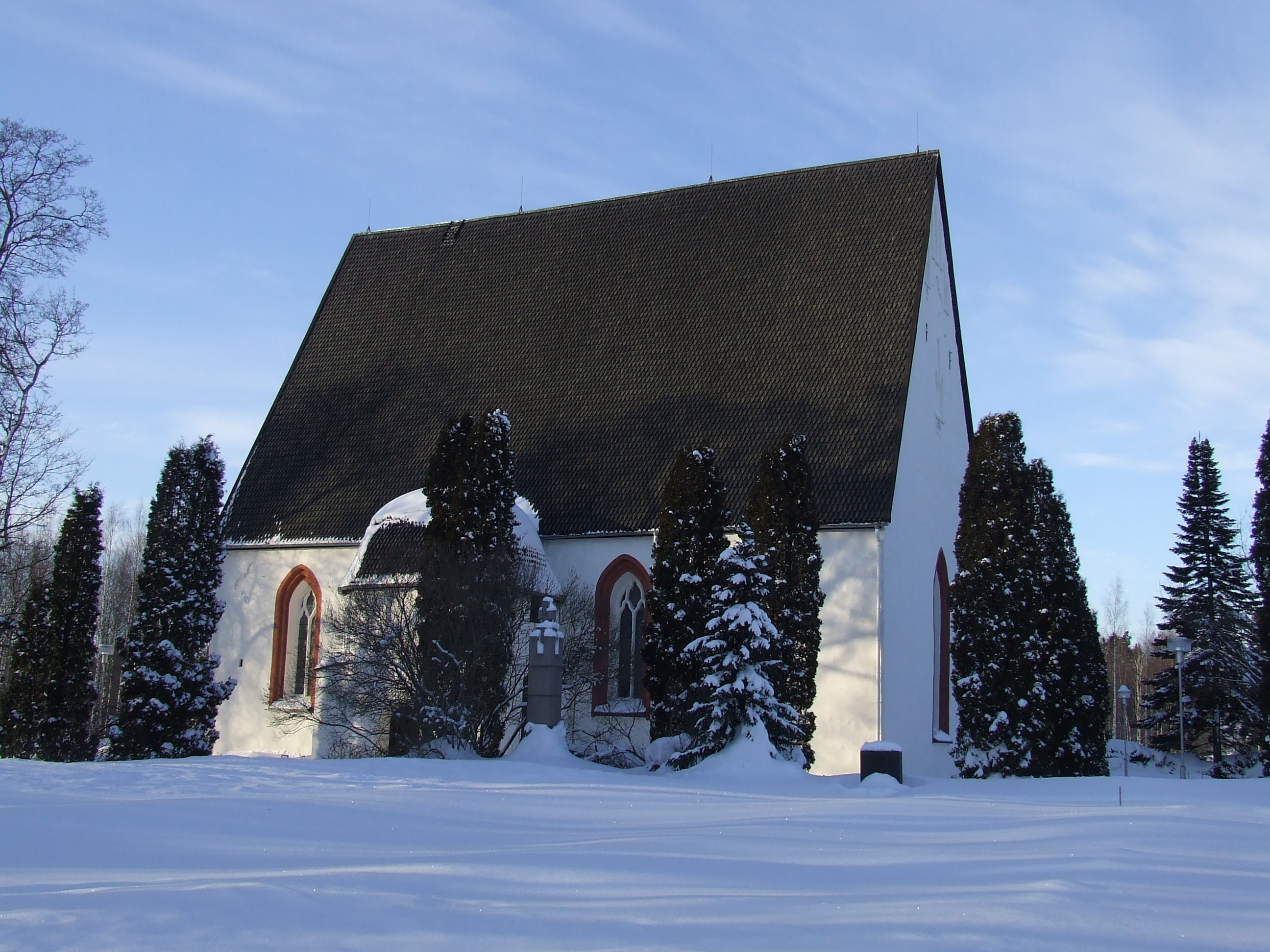
Kyrkan i Pyttis, fotograferad vintern 2011.

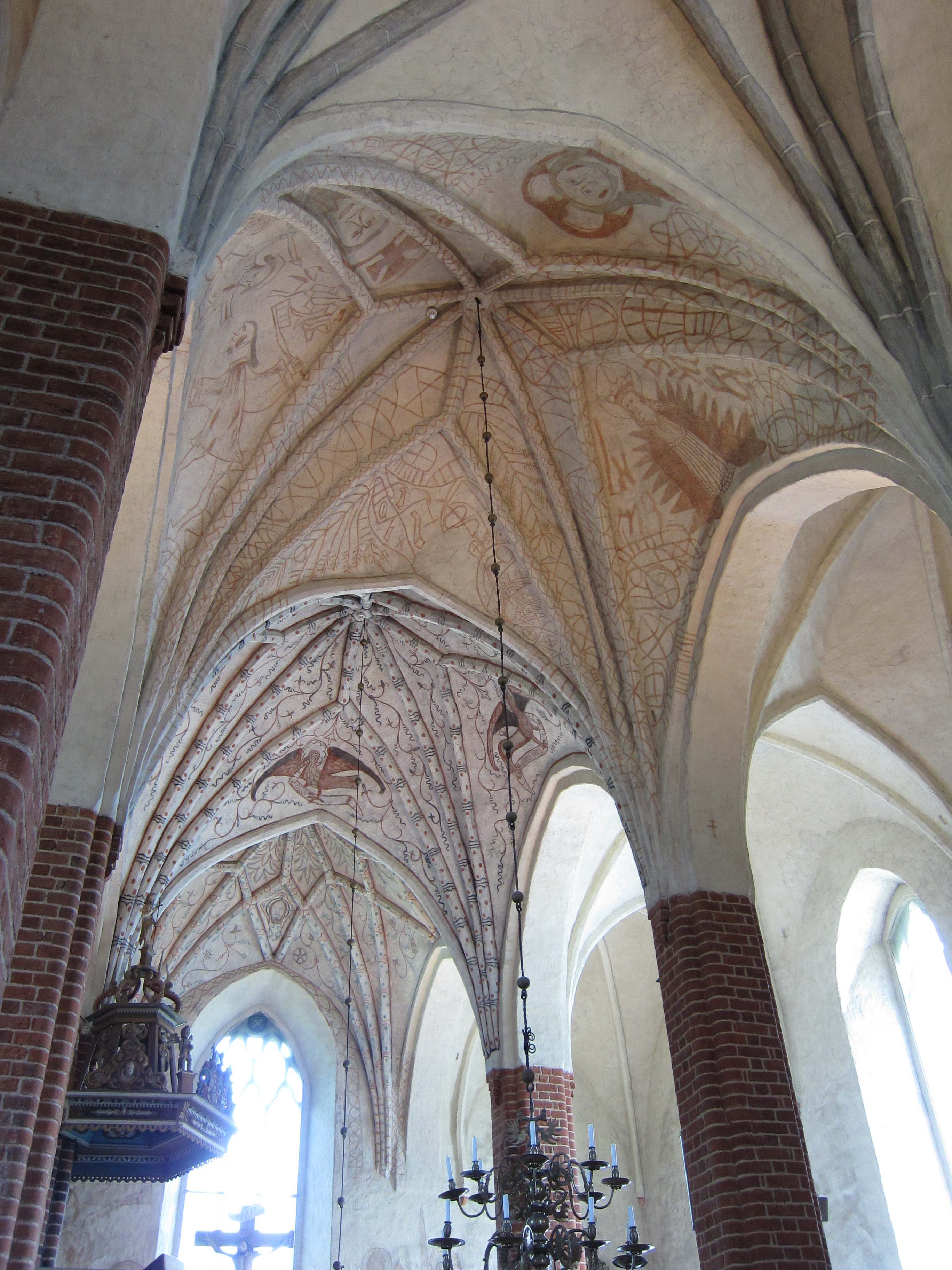
Delar av kyrkans interiör, fotograferad 2013.

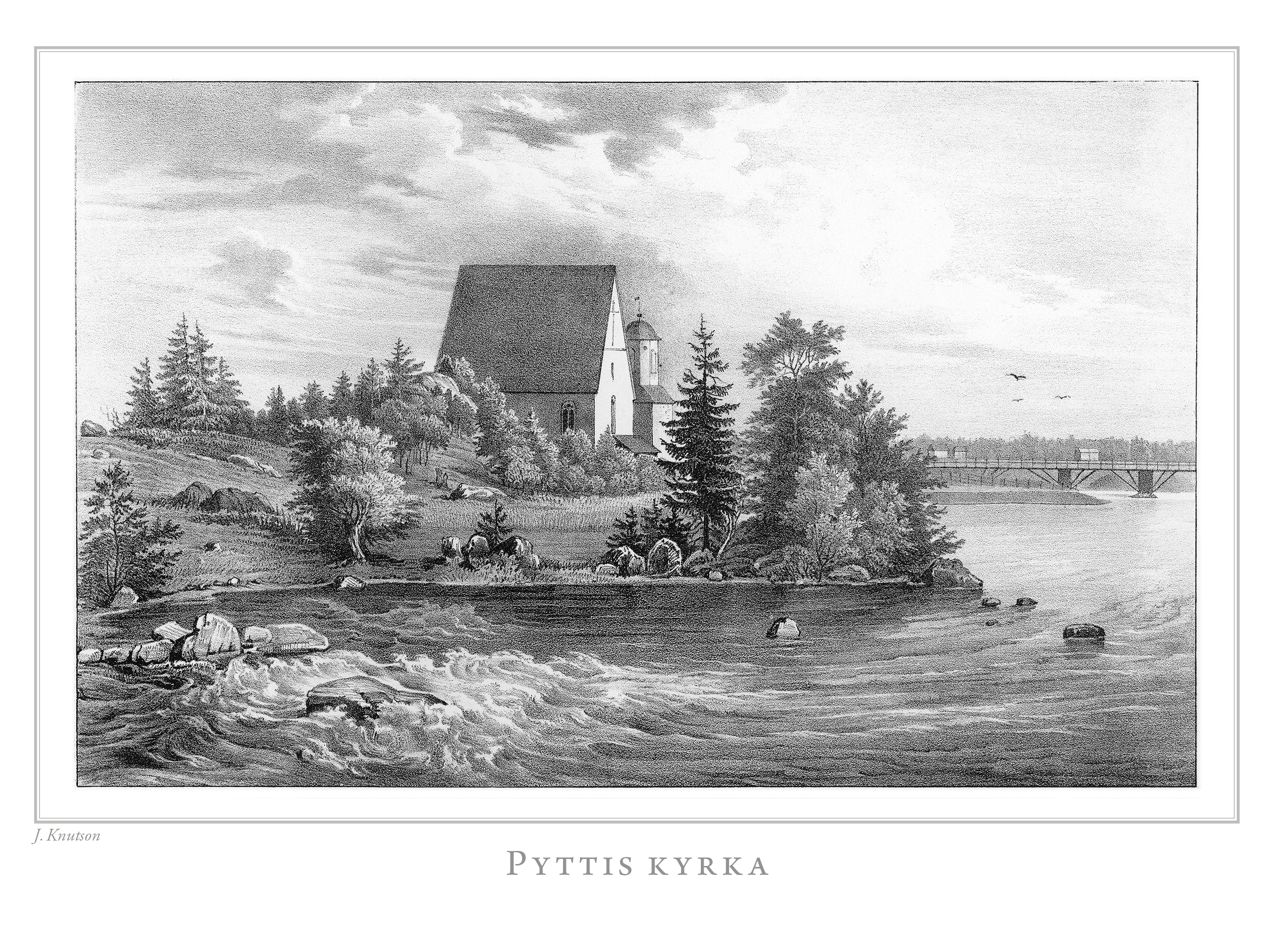
Litografi av Pyttis kyrka i Finland framstäldt i teckningar utgiven 1845-1852.

Pyttis kyrka, eller S:t Henriks kyrka, är en gråstenskyrka i den finländska kommunen Pyttis i landskapet Kymmenedalen.

## Kyrkobyggnaden
Kyrkan byggdes under 1460-talet. År 1670 kyrkan skadades svårt vid en brand. Klockstapeln byggdes år 1820 efter ritningar från 1818. Under den långa tid som gått har kyrkans medeltida fasad fått vara nästan oförändrad. De förändringar som har gjorts skedde på 1600-talet och år 1907. Under stormaktstiden på 1670-talet byggdes det medeltida vapenhuset om till gravkor för ätten Creutz. Vid 1700-talets slut togs gravkoret åter igen i bruk som vapenhus. År 1907 byggde man till stödpelare på norra sidan och en yttre dörr till sakristian. Kyrkan restaurerades 1907 och 1951–52. Restaureringen 1907 leddes av arkitekten C. Frankenhauser. Valvmålningarna, tillhörande det yngsta målningsskiktet, i mittskeppets två östligaste valv avtäcktes då. Restaureringen 1951–52 följde ritningar gjorda av arkitekten K.S. Kallio. Då togs många av kyrkans katolska medeltida målningar fram efter att de under århundradena blivit överkalkade. 
Åren 1997–1998 konserverades kyrkans interiör efter ritningar av arkitekten Tommi Lindh under Museiverkets kontroll. 
Som ofta på kyrkor från medeltiden så är västgaveln i Pyttis kyrka rikare utsmyckad än östgaveln. Den östra gaveln pryds av kors, nischer, band och fyrklövsliknande mönster. Flera av målningarna, däribland väggmålningen av Sankt Kristoffer ("den helige Christóforos"), är målade i arkaisk stil. Detta gör att de avviker från andra medeltida kalkmålningar i Finland.

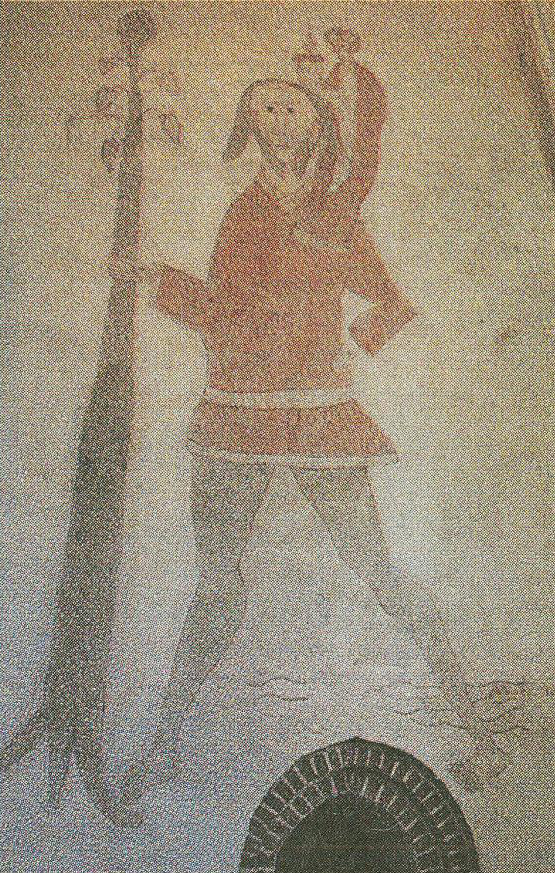
Väggmålning i kyrkan, föreställande Sankt Kristoffer.

## Inventarier
- Ovanför altarskåpet finns ett krucifix i snidad ek. Det tillverkades under senmedeltiden av en finländsk konstnär. Där finns även tre figurgrupper. Dessa är från tiden strax före år 1500.
- Predikstolen är från 1653 och byggd av Lorenz Haberman, en tyskfödd snickare som var i Creutz tjänst. Predikstolen pryds av Lorentz Creutz d.ä. och hans hustru Elsa Duwalls vapen.
- Vid södra väggen finns en altaruppsats som donerades till kyrkan på 1600-talet.[4]